# CFU Club Championship 1998
Navigation
Édition précédente Édition suivante
La CFU Club Championship 1998 est la deuxième édition de cette compétition.
La finale se conclut sur la victoire des Trinidadiens du Joe Public FC qui battent sur le score de 1-0 le Caledonia AIA, autre club trinidadien. 
Les champions du Guyana et des Îles Caïmans ne participèrent pas à la compétition. La CONCACAF dirigée par le trinidadien Jack Warner décida de les remplacer par deux clubs trinidadiens. 

## Quarts de finale
| Equipe #1         | Score  | Equipe #2               |
| ----------------- | ------ | ----------------------- |
| Waterhouse FC     | 3 - 0  | Etoile de Morne-à-l'Eau |
| Caledonia AIA     | 13 - 0 | Camdonia Chelsea        |
| Joe Public FC     | 4 - 0  | Notre Dame SC           |
| San Juan Jabloteh | 0 - 2  | Aiglon du Lamentin      |

## Demi-finales
| Equipe #1     | Score | Equipe #2          |
| ------------- | ----- | ------------------ |
| Joe Public FC | 3 - 1 | Waterhouse FC      |
| Caledonia AIA | 4 - 3 | Aiglon du Lamentin |

## Finale
| Equipe #1     | Score | Equipe #2     |
| ------------- | ----- | ------------- |
| Joe Public FC | 1 - 0 | Caledonia AIA |

Joe Public FC se qualifie pour la Coupe des champions de la CONCACAF 1999